# Lyctus chacoensis
Lyctus chacoensis är en skalbaggsart som beskrevs av Santoro 1960. Lyctus chacoensis ingår i släktet Lyctus och familjen kapuschongbaggar. Inga underarter finns listade i Catalogue of Life.